# Six-Bras
Les Six-Bras est un lieu-dit de Bois-de-Villers (commune de Profondeville), dans la province de Namur (Région wallonne de Belgique).
Le croisement de trois routes sur la ligne de crête séparant les vallées de la Sambre et de la Meuse (en bordure du bois de Haute Marlagne) a créé les Six-Bras : la N951 de Wépion à Saint-Gérard, la N928 de Floreffe à Profondeville et la N940 de Sart-Saint-Laurent au village de Bois-de-Villers.
Les routes arrivant en ligne droite au carrefour, les véhicules l’abordaient généralement à grande vitesse : le croisement était extrêmement dangereux. Il a d’abord été réduit à « quatre bras » et ensuite aménagé en rond-point avec cinq accès, la route vers le centre du village de Bois-de-Villers étant fermée à la circulation. Le hameau de Gilletville s’est développé à la sortie de Six-Bras, sur la route de Saint-Gérard.